# Saud Kariri
Saud Kariri (Jizan, 3 luglio 1980) è un ex calciatore saudita, di ruolo centrocampista.

## Carriera

### Nazionale
È stato convocato per i Mondiali 2006 dall'Arabia Saudita.